# Salix cordata
Salix cordata — вид квіткових рослин із родини вербових (Salicaceae).

## Морфологічна характеристика

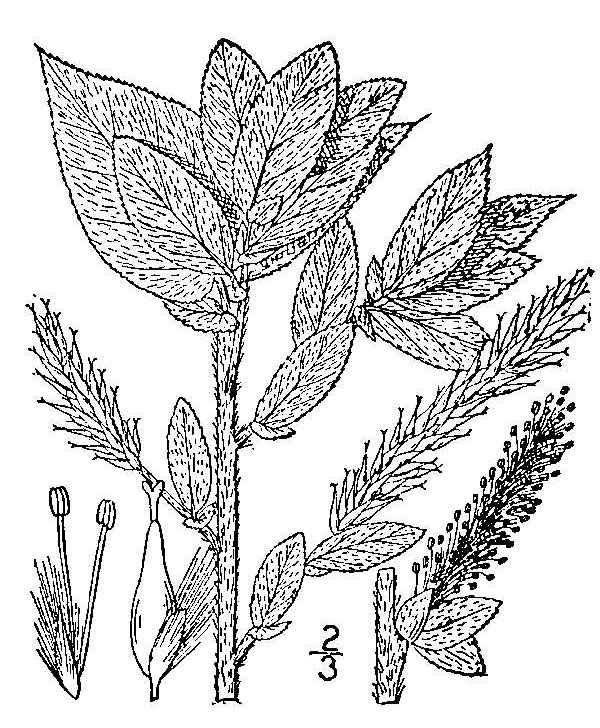
ілюстрація

Це малорозгалужений нещільний листопадний кущ 40–300 см заввишки. Часто утворює клони відводками чи дробленням стебла. Гілки (іноді ± ламкі біля основи) червоно-коричневі, не сизі (злегка блискучі), запушені чи голі; гілочки червоно-коричневі, від помірно до дуже густо війчастих. Листки на 1–13 мм ніжках; найбільша листкова пластина вузько видовжена чи від вузько до широко-еліптичної, 33–88 × 13–45 мм; основа серцеподібна, округла чи опукла; краї плоскі чи злегка закручені, зубчасті чи шипоподібно-пилчасті; верхівка загострена; абаксіальна поверхня (низ) не сіра, від помірно щільно ворсинчастої до майже голої, середня жилка лишається волосистою; адаксіальна — тьмяна чи злегка блискуча, від дуже щільно ворсинчастої до майже голої, середня жилка залишається волосистою; молода пластинка жовтувато-зелена, ворсинчаста абаксіально, волоски білі. Сережки квітнуть, коли з'являється листя: тичинкові 17–40 × 8–15 мм; маточкові (помірно квіткові) 27–65 × 8–19 мм. Коробочка 3.6–7 мм. 2n = 38.

## Середовище проживання
Канада й США (Іллінойс, Індіана, Лабрадор, Мічиган, Нью-Йорк, Ньюфаундленд, Онтаріо, Пенсильванія, Квебек, Вісконсин). Населяє піщані дюни та пляжі; 0–200 метрів.

## Використання
Рослина збирається з дикої природи для місцевого використання як ліки.